# ホルトバージ国立公園
ホルトバージ国立公園（ハンガリー語: Hortobágy Nemzeti park- Puszta）は、ハンガリー大平原とも呼ばれるアルフェルドの一部で、ハンガリーの東部、デブレツェンの近くに位置する。1973年にハンガリー初の国立公園に制定され、1999年には世界遺産に選出された。ホルトバージはハンガリー内で最大の保護された地域であり、現存する中央ヨーロッパ東部から東ヨーロッパ西部最大の牧草地でもある。面積は800平方キロメートル。

## 概要
地形はアルカリ性の草原であるため、ステップに似ているが、沼地、養魚池、森林、ヨシ原も分布している。特徴的な植物はヨシ、スイレン、フロミス・チューベローサなどである。畜産業者により乳牛、肉牛、羊、馬が飼育されている。また、様々な種類の野生生物（現在までにカリガネなど、342種類の鳥類が登録されている）に適した生息地でもある。
プスタは、中世に森を切り開いたこと、そしてティサ川の水流を調整したことにより、土壌の植生およびPh値が変化したため、現在のようなアルカリ性土壌のステップとなったことが知られている。しかしながら、ホルトバージについては、土壌のアルカリ化は1万年以上前、北の山脈を水源とするティサ川が新たに誕生した頃からすでに進行していた。本来の植物群落は、氷期には草食の小動物、マンモスや野生の馬によって、また後には家畜によって失われたとされる。
1979年にユネスコの生物圏保護区とラムサール条約登録地に指定された。

## 世界遺産
自然環境それ自体でなく、そこに形成された文化的景観が評価の対象となった。

### 登録基準
この世界遺産は世界遺産登録基準のうち、以下の条件を満たし、登録された（以下の基準は世界遺産センター公表の登録基準からの翻訳、引用である）。
- (4) 人類の歴史上重要な時代を例証する建築様式、建築物群、技術の集積または景観の優れた例。
- (5) ある文化（または複数の文化）を代表する伝統的集落、あるいは陸上ないし海上利用の際立った例。もしくは特に不可逆的な変化の中で存続が危ぶまれている人と環境の関わりあいの際立った例。